# 80 Pułk Artylerii Przeciwlotniczej
80 Pułk Artylerii Przeciwlotniczej (80 paplot) – oddział artylerii przeciwlotniczej ludowego Wojska Polskiego

## Formowanie i zmiany organizacyjne
Pułk sformowany został na podstawie rozkazu Nr 0045/Org. Ministra Obrony Narodowej z dnia 17 maja 1951, w terminie do 1 grudnia 1951, w garnizonie Żary, w składzie 11 Dywizji Artylerii Przeciwlotniczej, według etatu Nr 4/68 pułku artylerii przeciwlotniczej małego kalibru. Organizację oddziału przeprowadzono na bazie dywizjonu wydzielonego ze składu 84 pułku artylerii przeciwlotniczej.
Na podstawie rozkazu Nr 001/Org. Ministra Obrony Narodowej z dnia 4 stycznia 1956 jednostka w terminie do 1 lutego 1956 wyłączona została ze składu 11 DAPlot., przeformowana na etat Nr 4/132, podporządkowana bezpośrednio dowódcy Śląskiego Okręgu Wojskowego. Pułk przeniesiono do garnizonu Leszno.

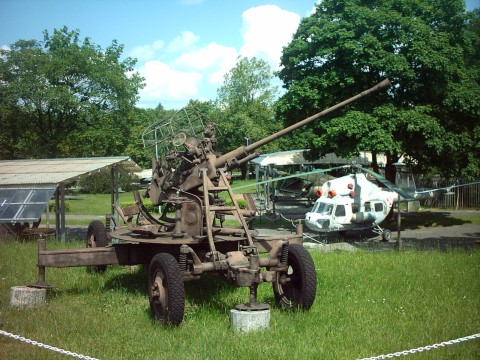
37 mm armata przeciwlotnicza wz. 1939

Na przełomie 1962 i 1963 roku pułk zredukowano o dywizjon armat średniego kalibru.
Na podstawie rozkazu Nr 025/MON Ministra Obrony Narodowej z dnia 30 września 1967 oddział przyjął tradycje, nazwę i numer 69 Pułku Artylerii Przeciwlotniczej. Tym samym rozkazem dzień 16 kwietnia ustanowiony został dorocznym świętem jednostki. 

## Struktura organizacyjna
według etatu nr 4/68 z 22 marca 1951
- dowództwo i sztab
- pluton dowodzenia
- 4 baterie artylerii przeciwlotniczej
  - drużyna dowodzenia
  - 3 plutony ogniowe po 2 armaty plot 37 mm wz. 39

## Dowódcy pułku
- mjr Kazimierz Pundyk[5]